# Trechus subtilis
Trechus subtilis är en skalbaggsart som beskrevs av Barr. Trechus subtilis ingår i släktet Trechus och familjen jordlöpare. Inga underarter finns listade i Catalogue of Life.